# Obrium nakanei
Obrium nakanei es una especie de escarabajo longicornio del género Obrium, categorizada en la tribu Obriini, de la subfamilia Cerambycinae. Fue descrita por Ohbayashi en 1959.

## Descripción
Mide 6,3-8,9 mm de longitud.

## Distribución
Se distribuye por Japón.